# Jiangtousi
Jiangtousi (kinesiska: 江头司) är en ort i Kina. Den ligger i provinsen Hunan, i den södra delen av landet, omkring 360 kilometer sydväst om provinshuvudstaden Changsha. Antalet invånare är 1 000.
Runt Jiangtousi är det ganska tätbefolkat, med 78 invånare per kvadratkilometer. Jiangtousi är det största samhället i trakten. I omgivningarna runt Jiangtousi växer i huvudsak blandskog.
Genomsnittlig årsnederbörd är 1 831 millimeter. Den regnigaste månaden är juni, med i genomsnitt 271 mm nederbörd, och den torraste är december, med 64 mm nederbörd.